# James Hervey
Rev. James Hervey (Hardingstone, 26 febbraio 1714 – Weston Favell, Northampton, 25 dicembre 1758) è stato un presbitero, teologo e letterato inglese.

## Biografia

### Formazione e ministero religioso
Nacque a Hardingstone, vicino Northampton, dove frequentò la Scuola di grammatica, e successivamente all'età di 17 anni fu ammesso al Lincoln College di Oxford. Qui subì l'influenza di John Wesley e dei metodisti di Oxford, soprattutto poiché fu membro dell'Holy Club. Alla fine, tuttavia, pur mantenendo il suo riguardo per gli uomini e la sua simpatia per i loro obiettivi religiosi, adottò un credo completamente calvinista e decise di rimanere nella chiesa anglicana. Nel 1734 iniziò a studiare l'ebraico da autodidatta. Attorno la fine del 1737 prese i voti e fu ordinato presbitero. Fu curato di diverse parrocchie, tra cui Dummer nell'Hampshire, Stoke nel Devonshire e Bideford.
Ritornò a Weston Favell a Northampton, un sussidio che suo padre aveva con Collingtree, nel 1743, e ne divenne il curato. Fu molto laborioso sia nel suo ministero parrocchiale che letterario, ma la sua costituzione fisica cedeva. 
Si ritirò a Londra, ma la sua salute peggiorò; vi rimase fino al 1762, quando alla morte di suo padre succedette subito al sussidio di Weston Favell; alcuni affermano, sebbene altre neghino, che si fece scrupoli così a lungo a prendere l'altro sussidio di suo padre, quello di Collingtree, che la richiesta fatta al vescovo quasi scadde. 
In ogni caso alla fine accettò entrambi (il valore totale ammontava a sole 180 sterline all'anno) in considerazione del fatto che avrebbe dovuto sostenere la madre vedova e la sorella. I suoi biografi, dicono (sebbene l'affermazione richieda spiegazioni) che per qualificarlo a detenere entrambi i sussidi i suoi amici si procurarono, a sua insaputa, i certificati di Oxford attestanti che in possesso di un Bachelor of Arts in modo che potesse ottenere un Master of Arts a Cambridge. L'ottenne al collegio di Clare Hall nel 1769, e successivamente si stabilì a Weston Favell. 
Di nuovo si sovraccaricò di lavoro nella sua parrocchia e nel suo studio ebbe un declino, e morì il giorno di Natale del 1758. Il suo corpo fu, per suo espresso desiderio, portato alla tomba coperto dal drappo funebre dei poveri. Fu sepolto nella chiesa di Weston Favell. La sua orazione funebre fu scritta dal più abile di tutti gli evangelici, William Romaine.

## Stile letterario
Il suo stile è spesso roboante, ma dimostra un raro apprezzamento per la bellezza naturale, e la sua semplice pietà gli ha fatto guadagnare molti amici. La sua opera prima, Meditations and Contemplations, che si pensa sia stata modellata sulle Occasional Reflexions on various Subjects di Robert Boyle, nel giro di quattordici anni è passata attraverso altrettante edizioni.
Theron and Aspasio, or a series of Letters upon the most important and interesting Subjects, che apparve nel 1755 e fu ugualmente ben accolto, suscitò alcune critiche avverse persino da parte dei calvinisti, a causa di tendenze che erano considerate come portatrici dell'antinomianismo, e fu fortemente contestata da Wesley nel suo Preservative against unsettled Notions in Religion. Oltre a portare in Inghilterra le dispute teologiche a cui il Marrow of Modern Divinity aveva dato origine in Scozia (la Controversia Marrow), portò anche a quella che è nota come la Controversia sandemaniana sulla natura della fede salvifica.
Una nuova e completa edizione delle sue Opere, con un memoriale, apparve nel 1797. Fu anche pubblicata una Raccolta delle lettere di James Hervey (Collection of the Letters of James Hervey), a cui è preceduto un resoconto della sua Vita e morte, a cura di Thomas Birch (1760).

### Influenze
Hervey ebbe un impatto duraturo sull'arte attraverso William Blake, che ne era un ammiratore. Blake dipinse l'Epitome of James Hervey's Meditations among the Tombs tra il 1820 e il 1825. Hervey è anche menzionato nell'opera di Blake come una delle guardie sacre della "porta quadrupla", e la sua influenza sulla poesia di Blake The Tyger fu anche notata.
Inoltre, il tono cupo e travolgente delle sue Meditations among the Tombs (ad esempio, "il piacere terribile ispirato dall'osservare monumenti caduti e tombe in rovina") lo ha portato a essere inserito nella "Graveyard School" dei poeti del XVIII secolo, rendendo la sua opera un'importante influenza su Il castello di Otranto di Horace Walpole del 1764 e, di conseguenza, sull'intero genere della letteratura gotica e sul successivo Romanticismo che il genere ha alimentato.